# Ивановское (село, Ступинский район)
Ивановское — село в Ступинском районе Московской области в составе Семёновского сельского поселения (до 2006 года — центр Ивановского сельского округа). На 2015 год в Ивановском 14 улиц, 8 переулков и 2 садовых товарищества. Село известно с XVII века, в Ивановском находится церковь Рождества Иоанна Предтечи, 1829—1833 годов постройки архитектора Жилярди с прилегающими строениями, всё — памятники архитектуры федерального значения. Работает средняя школа, село связано автобусным сообщением с соседними населёнными пунктами.

## Население
| 2002 | 2006  | 2010  |
| ---- | ----- | ----- |
| 1102 | ↗1112 | ↗1455 |

Ивановское расположено в западной части района, на большом Московском кольце, на реке Сосенке, левом притоке реки Лопасня, высота центра села над уровнем моря — 174 м. Ближайшие населённые пункты примерно, в полукилометре: Гридьково — на северо-запад, Агарино — на запад и Протасово — на юго-запад.